# Im Haus gegenüber
Im Haus gegenüber (Alternativtitel: Die andere Seite der Straße; Originaltitel: O Outro Lado da Rua) ist ein brasilianischer Spielfilm aus dem Jahre 2004.

## Handlung
Regina ist eine Rentnerin, die in Rio de Janeiro lebt. Sie langweilt sich und findet Abwechselung als Spitzel für die Polizei. Die nächste Nachbarschaft ist ihr Einsatzgebiet. Zunächst kümmert sie sich nur um falsch geparkte Autos, dann werden die Fälle aufregender. Taschendiebe werden gestellt und verdächtige Personen beobachtet. All dies macht sie nicht gerade zu einer beliebten Person in der Nachbarschaft. Von ihrem Fenster aus beobachtet sie eines Tages eine Wohnung auf der anderen Straßenseite. Ein Mann scheint seine Ehefrau umzubringen. Sie informiert ihre Polizeistelle, die sich tatsächlich um den Fall kümmert.
Am nächsten Tag erfährt sie, dass es sich um den seriösen Richter Camargo handelt, der nur seiner kranken Ehefrau ihre Medizin verabreicht hatte und diese sei später eines natürlichen Todes gestorben. Regina solle sich nicht weiter in Angelegenheiten mischen und künftig die Polizei nicht mehr belästigen. Dies motiviert Regina jedoch auf eigene Faust Ermittlungen anzustellen und so kommt sie dem sympathischen Richter näher und näher. Aus den Ermittlungen entwickelt sich schließlich eine Liebesgeschichte zwischen der einsamen Rentnerin und dem Witwer.

## Hintergrund
Für den bereits erfahrenen Drehbuchautor Marcos Bernstein ist Im Haus gegenüber der erste Film als Regisseur. Bernstein schrieb das Drehbuch für den Welterfolg Central Station von Walter Salles.

## Kritiken
„Regiedebüt des Drehbuchautors Marcos Bernstein ("Central Station"), der Elemente des Thrillers mit einer einfühlsamen Romanze zwischen zwei älteren Menschen und einer Studie über Isolation und Einsamkeit verbindet.“

## Auszeichnungen
- C.I.C.A.E. Award bei der Berlinale 2004 – der Film lief in der Sektion Panorama
- Brasilianischer Filmpreis 2005 für Fernanda Montenegro (Beste Hauptdarstellerin) und Laura Cardoso (Beste Nebendarstellerin)